# Blinde baarszalm
De blinde baarszalm (Amblyopsis spelaea) is een straalvinnige vissensoort uit de familie van de blinde baarszalmen (Amblyopsidae). De wetenschappelijke naam van de soort is voor het eerst geldig gepubliceerd in 1842 door DeKay.

## Kenmerken
Omdat deze holenvis in de duisternis leeft, is hij blind en is zijn huid ongepigmenteerd. Op kop en lichaam bevinden zich zintuigpapillen waarmee kleine ongewervelden worden opgespoord. De lichaamslengte bedraagt maximaal 10,5 cm.

## Verspreiding en leefgebied
Deze soort komt voor in de kalksteengrotten van Kentucky en Indiana.